# Sudamericano Juvenil de Rugby 1990
El Sudamericano Juvenil de Rugby de 1990 fue la décima edición del torneo. La organizó la Feruchi y se estructuró como un pentagonal en el que las selecciones integradas por menores de 18 (M18) jugaron todos contra todos a una sola ronda.

## Equipos participantes
- Selección juvenil de rugby de Argentina
- Selección juvenil de rugby de Brasil
- Selección juvenil de rugby de Chile
- Selección juvenil de rugby de Paraguay
- Selección juvenil de rugby de Uruguay

## Posiciones
| Pos. | Equipo    | Encuentros | Encuentros | Encuentros | Encuentros | Tantos  | Tantos    | Tantos     | Puntos |
| Pos. | Equipo    | jugados    | ganados    | empatados  | perdidos   | a favor | en contra | diferencia | Puntos |
| ---- | --------- | ---------- | ---------- | ---------- | ---------- | ------- | --------- | ---------- | ------ |
| 1    | Argentina | 4          | 4          | 0          | 0          | 396     | 12        | + 384      | 8      |
| 2    | Chile     | 4          | 3          | 0          | 1          | 143     | 125       | + 18       | 6      |
| 3    | Uruguay   | 4          | 2          | 0          | 2          | 78      | 99        | - 21       | 4      |
| 4    | Brasil    | 4          | 1          | 0          | 3          | 26      | 228       | - 202      | 2      |
| 5    | Paraguay  | 4          | 0          | 0          | 4          | 30      | 209       | - 179      | 0      |

Nota: Se otorgan 2 puntos al equipo que gane un partido, 1 al que empate, 0 al que pierda

## Cuadro de resultados[1]
|           | Bandera de Argentina | Bandera de Chile | Bandera de Uruguay | Bandera de Brasil | Bandera de Paraguay |
| --------- | -------------------- | ---------------- | ------------------ | ----------------- | ------------------- |
| Argentina |                      | 104 - 0          | 56 - 0             | 112 - 3           | 120 - 9             |
| Chile     | 0 - 104              |                  | 20 - 15            | 76 - 0            | 47 - 6              |
| Uruguay   | 0 - 56               | 15 - 20          |                    | 40 - 8            | 23 - 15             |
| Brasil    | 3 - 112              | 0 - 76           | 8 - 40             |                   | 15 - 0              |
| Paraguay  | 9 - 124              | 6 - 47           | 15 - 23            | 0 - 15            |                     |

| Bandera de Argentina |
| Campeón Argentina    |
| Noveno título        |